# 郭敬
郭敬（？—？）山西夏縣（今山西省运城市夏縣）人，明朝宦官，曾經多次賄賂瓦剌軍隊，因而造就了明英宗朱祁鎮親征瓦剌遭俘虜，與王振二人並列為土木堡之變的重要成因者。在正統十四年九月丙戊（1449年9月25日）被判處凌遲處死，但不知道何時伏法。

## 生平

### 土木堡之變
在明成祖永樂年間，曾經初使廣東擔任布政司右參議一職，當時上司右參政陳誠命令其出使帖木兒帝國（哈列國）
明宣宗宣德年間，朝廷命令郭敬前往鎮守山西大同，與武安侯鄭亨共同鎮守，以防範外族的進犯。在明仁宗洪熙年間，鄭亨在山西大同藉也進行屯田制，曾經在任內招降過北方軍隊，使得山西大同的守備趨於完善。
明英宗正統時期，曾經發現大同與宣府兩地有不正當的金源流動，大量的瓦剌軍隊裝備著明代才有的盔甲與火炮裝備。經過一查發現兩地大量走私兵器，並下令嚴格查辦。原先兵器的製造技術聚集於兩京（首都北京與南京），要獲得合法的兵器製造權可謂十分之少，為此問題變出在明朝軍隊的內部問題。
最終發現是由宦官王振與郭敬二人私下收受瓦剌軍隊的賄賂，「遞年多造鋼鐵箭頭用甕盛之，以遺瓦剌使臣。一句中便展現出了兩人與瓦剌之間的賄賂關係。「也先每歲用良馬等物賂振及敬，以報之。」證明出兩位以明朝製的兵器換取瓦剌軍隊的良馬。
正統十四年七月，脫脫不花與朵顏三衛率兵由北向南進攻。北方瓦剌軍隊的攻擊勢如破竹，此時明朝首當其衝的地區便是山西大同。明朝先是派出吳浩迎戰，卻在貓兒莊（今山西省陽高縣北）戰死。第二輪的進攻明朝派出總督宋瑛、駙馬都尉井源、總兵官朱冕、左參將都督石亨率兵前往陽和。最終在郭敬的造謠導致「師無紀律、全軍覆沒」，最終導致宋瑛、朱冕兩位大將身亡，石亨逃回城內，而此時的郭敬在旁邊的草叢中躲起來。
同年八月，明英宗已經偕同王振率領五十萬大軍駐於大同。郭敬見先是看到井源在戰事中大敗，先是和好友王振說道：「若行正中虜計。振始懼，自出居庸關，連日非風則雨，及臨大同，驟雨忽至，人皆驚疑，振遂議旋師。」表示希望王振掉頭返京，不要繼續北伐。為此，王振說服明英宗返回京師並在次日立刻南返。當時的大同總兵郭登告訴王振可以從紫荊關（今河北省易縣西北）返回較為安全，然而王振堅持從他的故鄉蔚州（今河北省蔚縣）。到達蔚縣時，擔心破壞當地的農作物，因此從改回宣府，此時瓦剌大軍以至。最終以「被私遺胡寇兵器則潛為蒙蔽」
在混亂中，王振遭到護衛將軍樊忠捶打致死，說道：「吾為天下誅此賊。」在一段奮戰之後，明英宗以太監喜寧為代表投降於瓦剌軍。
明英宗被俘之後的正統九月，郭敬回到京城。遭到判處凌遲處死，罪名大致歸類為兩項：第一，與王振收受北方瓦剌也先的賄賂，將國家安全置身於事外，大幅減少山西大同的防禦工事，甚至是增加了瓦剌軍隊的實力，以至於明軍的大敗。第二，軍中造謠，使得大將宋瑛在陽和之戰中大敗，歸咎於郭敬在山西當地的專權治理。

## 軼事
當時的大同總兵郭登抓住了也先的兩位親信，一位是義州衛軍王文，另一位則是郭敬的家人把伯。

## 評論
- 少傅兵部尚書兼大學士楊士奇等言：臣等看得，鎮守大同太監郭敬奏總兵官方政專權等事未知虛實，且政自永樂宣德年間率兵在外，皆有勞績，況其為人廉勤公正、善撫軍士，眾所共知。今纔到大同，豈應遽有許多過失？聞敬在彼專務貪利，不理邊備，又素與政不合。臣等料其必設計傾陷，今日果然。宜寫敕，責其今後宜協和行事。」從之。[10]